# Кудель белоснежного льна
«Кудель белоснежного льна» — дебютный альбом группы «Калевала». В песне «Пастушок» используются стихи Анны Ахматовой «Над водой».

## Список композиций
| №   | Название                               | Текст песни         | Музыка                                        | Длительность |
| --- | -------------------------------------- | ------------------- | --------------------------------------------- | ------------ |
| 1.  | «Гой, олень!»                          | Ксения Маркевич     | Никита Андриянов                              | 3:15         |
| 2.  | «Камышовая тропа»                      | Ксения Маркевич     | Никита Андриянов                              | 4:30         |
| 3.  | «Ярило»                                | Ксения Маркевич     | Никита Андриянов                              | 5:21         |
| 4.  | «Кудель белоснежного льна»             | Ксения Маркевич     | Ксения Маркевич, Александр «Олень» Олейников  | 4:51         |
| 5.  | «Пастушок»                             | Анна Ахматова       | Никита Андриянов                              | 2:44         |
| 6.  | «Милый»                                | Ксения Маркевич     | Никита Андриянов                              | 3:34         |
| 7.  | «Снега белые крыла»                    | Ксения Маркевич     | Никита Андриянов, Александр «Олень» Олейников | 4:44         |
| 8.  | «Речка к реченьке»                     | Ксения Маркевич     | Никита Андриянов                              | 3:00         |
| 9.  | «Там, где солнце отправляется в путь…» | Ксения Маркевич     | Никита Андриянов                              | 2:03         |
| 10. | «Ти ж мене підманула»                  | украинская народная | украинская народная                           | 4:49         |

## Участники записи
- Ксения Маркевич — вокал
- Никита Андриянов — гитара
- Александр «Олень» Олейников — аккордеон
- Александр «Шмель» Швилёв — бас-гитара, варган
- Василий Конюхов — барабаны

Приглашённые музыканты:
- Олег Сакмаров — флейта, блокфлейта (4, 5)
- Валерий Наумов — вокал (10), бэк-вокал
- Кит Тихонс — блокфлейта (8)

Дополнительная информация:
- Марин Панев — звукорежиссёр
- Сергей «Лазарь»  Атрашкевич — сведение и мастеринг
- Павел «Злобный Гном», Станислав «Lesnig» — дизайн
- Лео Хао — художник
- Игорь Петренко — фото